# Семёнов, Виктор Семёнович (медик)
Виктор Семёнович Семёнов (1833—1863) — врач.

## Биография
Родился в бедной семье; в 10 лет лишился отца. На 12-м году мальчик поступил в 3-ю Московскую гимназию, которую и окончил в 1853 году. Ввиду отсутствия средств Семёнов выдержал экзамен на домашнего учителя и стал давать уроки. Через некоторое время он поступил вольнослушателем на медицинский факультет Московского университета.
В 1858 году окончил курс лекарем, а в следующем году поступил сверхштатным ординатором в Шереметьевскую больницу.
В 1860 году поступил сверхштатным ординатором при московских тюремных больницах и был выбран в члены «Общества русских врачей в Москве».
В 1862 году он получил место штатного ординатора при тех же больницах, но 26 ноября 1863 года скончался от брюшного тифа, которым заразился в больнице.